# Murailles de Pitigliano
Les murailles de Pitigliano (en italien : Mura di Pitigliano) constituent le système défensif de la ville de Pitigliano, dans la province de Grosseto en Toscane.

## Historique

### Muraille étrusque
Un premier mur d'enceinte a été construit par les Étrusques presque certainement au VIIe siècle av. J.-C.
Les murailles étrusques ont été construites pour défendre le point le plus faible de l'agglomération, correspondant à la partie nord-ouest du centre historique actuel. Dans cette zone, en effet, l'éperon de tuf volcanique sur lequel se trouve Pitigliano présente des pentes plus petites que les autres points, ce qui rend plus probable un siège ennemi en l'absence de structures de défense adéquates. En outre, précisément en correspondance avec cette enceinte, est arrivé le système routier de l'époque qui reliait la colonie étrusque de Pitigliano à la Sovana voisine, correspondant à la Via Cava, ce qui pourrait constituer un autre facteur de risque possible pour d'éventuels sièges ennemis.
Les murs étrusques sont actuellement visibles dans la partie nord-ouest du centre historique, près de la Porta di Sovana, d'où provient la Via Cava. Ils se présentent dans des blocs de tuf, sous lesquels s'ouvrent de nombreuses grottes, principalement utilisées comme caves ; non loin se trouve aussi la grotte de l'Oratorio rupestre di Pitigliano (it). À la base des courtines se trouve la structure de l'époque étrusque, qui a été surélevée aux époques suivantes.

### Muraille aldobrandesque
À l'époque médiévale, les Aldobrandeschi contrôlèrent Pitigliano pendant une certaine période, la faisant tomber dans le comté de Soana en 1274. Durant la domination aldobrandesque, fut construite la Rocca, laquelle constituait les vestiges du futur complexe de la forteresse d'Orsini (Palazzo Orsini) avec le manoir associé.
Les Aldobrandeschi agrandirent considérablement les murailles préexistantes d'origine étrusque, délimitant ainsi tout le centre historique. La partie des murs étrusques fut surélevée, afin d'avoir un système défensif plus efficace ; C'est précisément dans ce tronçon que fut construite la Porta Sovana pour permettre l'accès au village à ceux venant de la capitale de la région.

### Muraille orsinienne
Les territoires du Comté de Soana furent très vite hérités par les Orsini qui décidèrent de déplacer la capitale de l'État de Sovana à Pitigliano. Entre le XIVe et le début du XVIIe siècle, les Orsini rénovèrent les courtines préexistantes qui constituaient le système défensif de Pitigliano.
Les principaux travaux réalisés ont été la transformation de la forteresse aldobrandesque préexistante en l'actuel complexe fortifié de la forteresse d'Orsini, à l'intérieur de laquelle a été construite la résidence familiale.
Du côté sud-est de la ville, les Orsini ont construit d'autres structures fortifiées pour protéger davantage le centre d'éventuelles attaques ennemies. À l'époque de la Renaissance, le bastion de la forteresse fut achevé, avec la porte d'accès menant à la fois vers la ville et vers le manoir.
En outre, au XVIe siècle, Antonio da Sangallo le Jeune a conçu divers bastions défensifs, dépassant des limites de la falaise de tuf, sur lesquels ils reposent : alors qu'ils servaient autrefois de tour de guet et de défense, ils se présentent aujourd'hui comme de spectaculaires terrasses panoramiques qu'ils ouvrent de temps en temps le long du périmètre du village. La Porta della Cittadella qui mène du sud-est au centre historique de Pitigliano est également attribuée à l'architecte florentin.

## Description
Les murailles de Pitigliano n'ont été conservées qu'en certains points autour du centre historique, ayant été partiellement incorporées aux murs d'enceinte extérieurs de certains bâtiments ou démolies aux endroits où l'éperon de tuf volcanique offrait un système défensif naturel d'égale efficacité.
La partie nord-ouest conserve encore des traces des murs étrusques et de la Porta Sovana construite par les Aldobrandeschi au Moyen Âge et restructurée ensuite.
La partie sud présente une courtine, presque certainement de la fin du Moyen Âge, sur laquelle reposent les piliers de l'imposant « Aqueduc des Médicis » (Acquedotto Mediceo (Pitigliano) (it).
L'extrémité sud-est montre les signes des travaux de réaménagement réalisés par la famille Orsini, avec le puissant bastion de la forteresse et les autres structures fortifiées qui entourent le centre historique délimitant le complexe du Palais Orsini : dans cette zone, l'accès au village est possible en franchissant la Porta della Cittadella du XVIe siècle.
Les courtines et l'architecture qui les caractérisent sont recouvertes de tuf ; les différentes terrasses panoramiques qui ressemblent à des balcons dépassant de la falaise proviennent des bastions défensifs ajoutés au XVIe siècle.

## Galerie

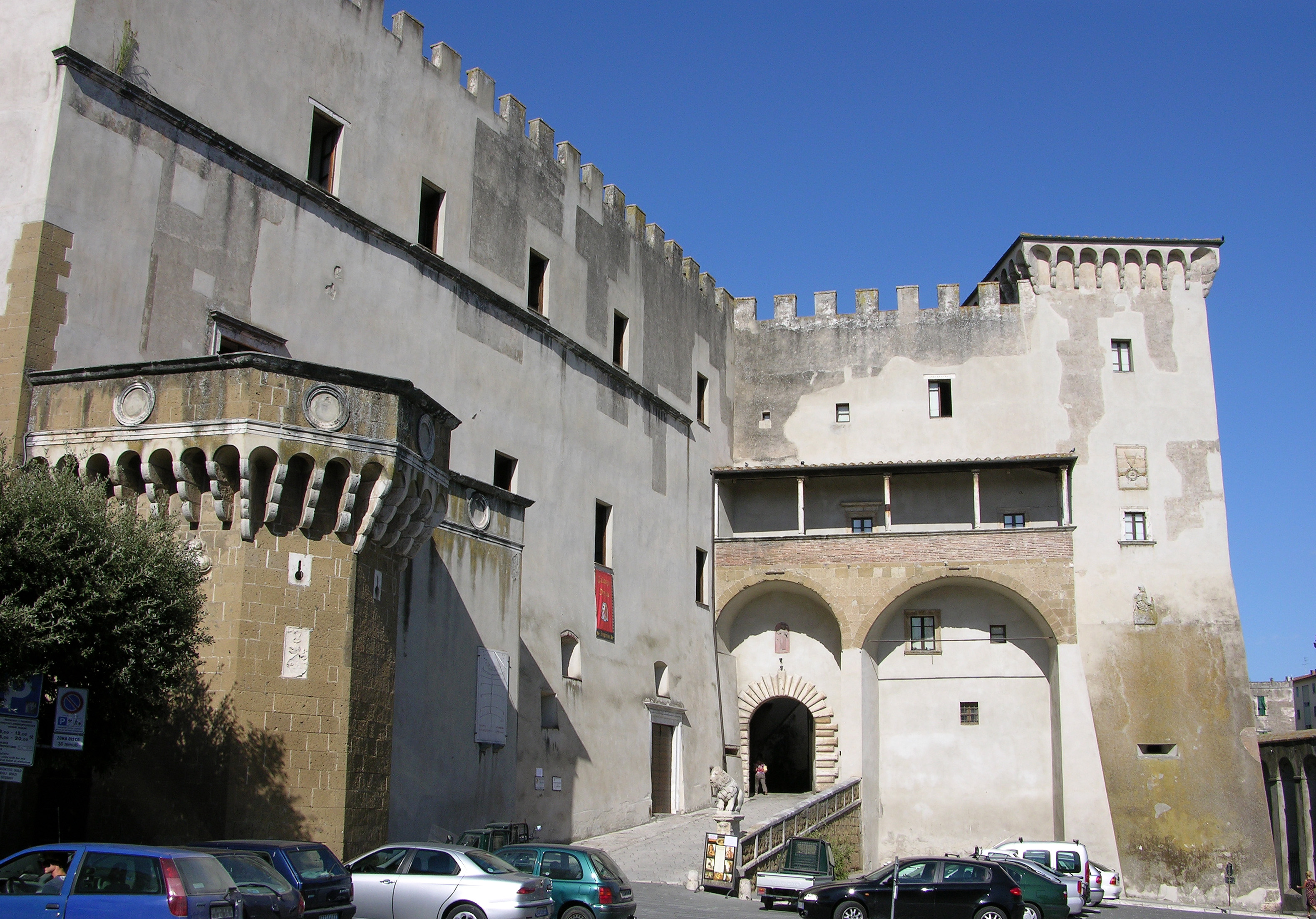
Le Palazzo Orsini.
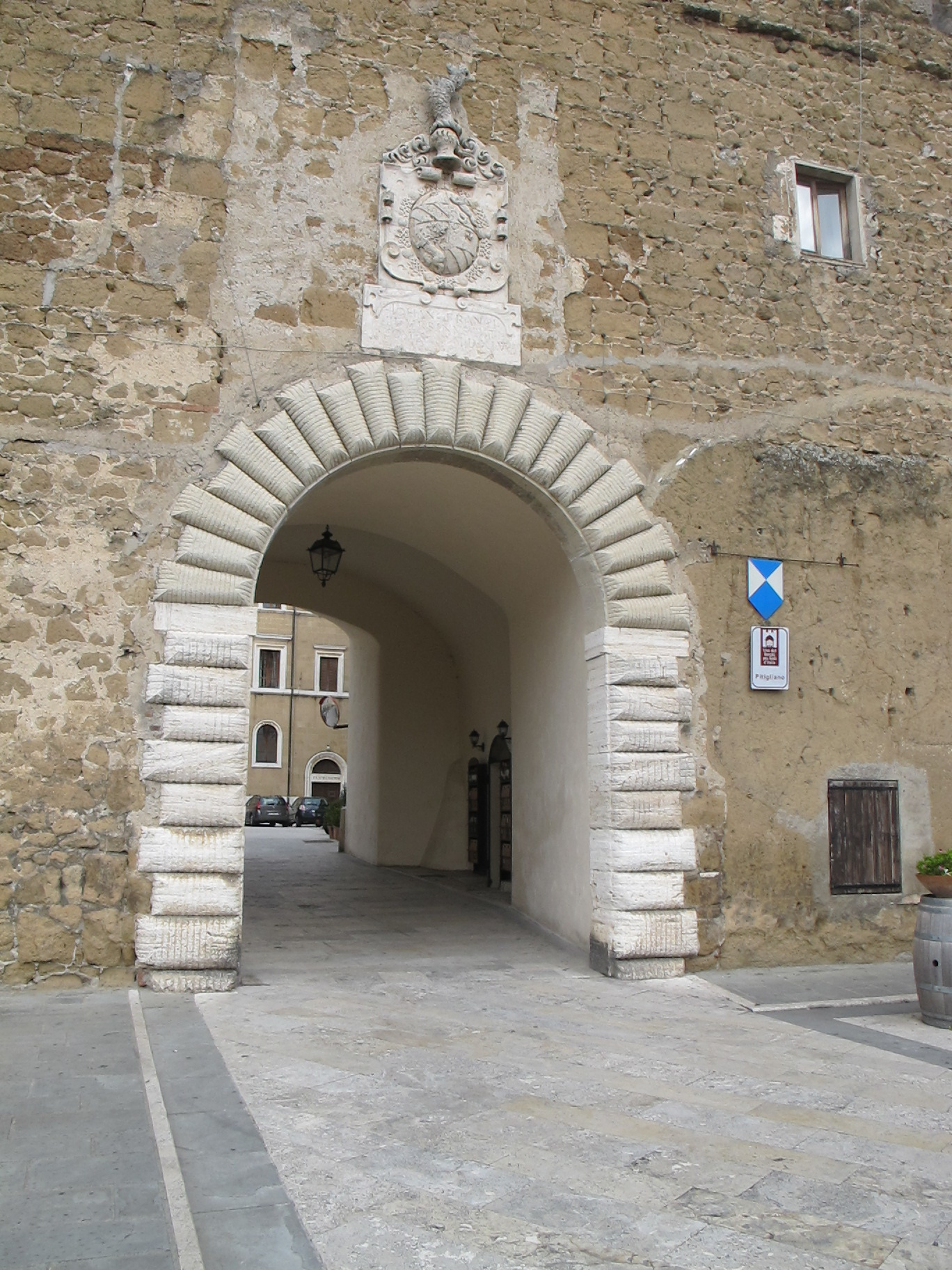
La Porta della Cittadella XVIe siècle.
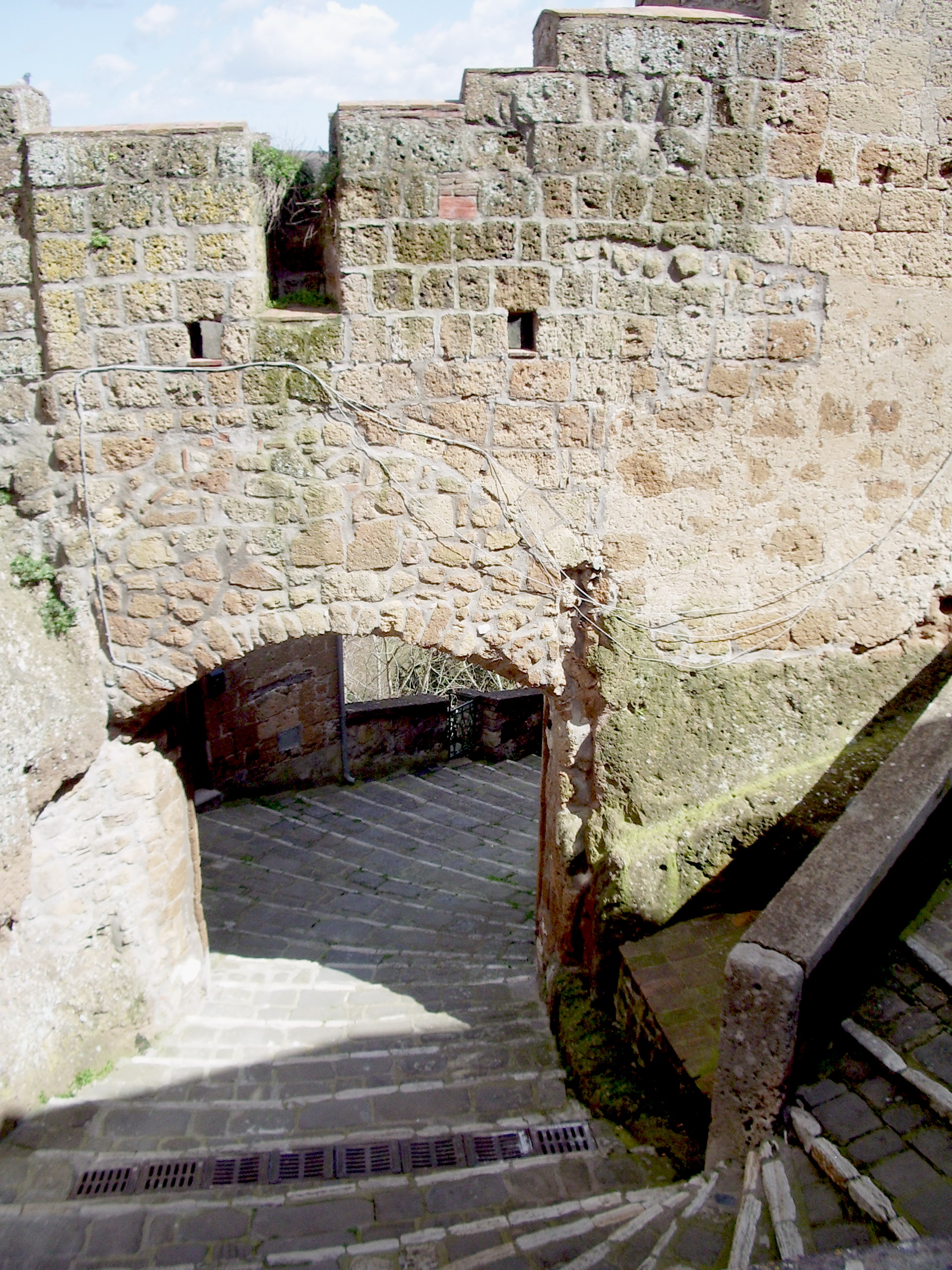
La Porta di Sovana XIIIe siècle.
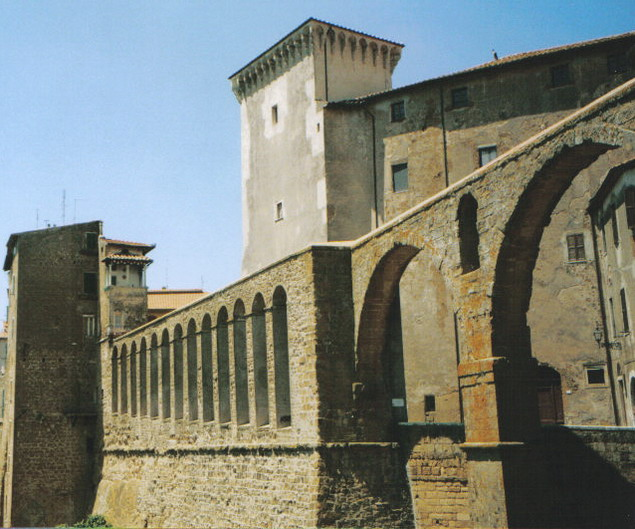
L'Acquedotto di Medici.